# Take Me Out
«Take Me Out» es una canción de la banda escocesa de indie rock Franz Ferdinand. Fue lanzado como el segundo sencillo de su álbum homónimo, Franz Ferdinand. Fue editado en el Reino Unido el 12 de enero de 2004 y en los EE. UU., el 9 de febrero, ambos a través de Domino Records. Fue lanzado en CD, vinilo de 7", y como un sencillo en DVD con la promoción de vídeo y una breve entrevista con la banda.
Llegó al puesto 3 en el UK Singles Chart. En los Estados Unidos, alcanzó el puesto 3 del Modern Rock Tracks y el número 66 en el Billboard Hot 100. La canción fue elegida como la mejor del 2004 según de las encuestas de la revista Village Voice Pazz & Jop. En noviembre de 2004, el sencillo obtuvo la certificación de disco de oro de la Recording Industry Association of America. En 2007, también el disco de oro en Canadá.

## Vídeo musical
El vídeo promocional de la canción fue dirigido por Jonas Odell. En él, muestra imágenes que remiten al constructivismo ruso, mezclado con figuras extravagantes y maquinarias de la época. Está influenciado por la técnica del dadaísmo y también remite el estilo surrealista de Terry Gilliam.
El cantante Alex Kapranos explicó las numerosas y variadas influencias detrás de los años 30 para la promoción del estilo del segundo sencillo, "Take Me Out".
"Es una especie de dos dimensiones en un estilo tridimensional, si es que tiene algún sentido. Se trata de un montaje de imágenes; nosotros mismos, imágenes y cosas tomadas de otros lugares, puestas juntas en una forma abstracta. Eso da al vídeo un estilo extraño y espasmódico.
"La idea salió de cosas que habíamos estado hablando como banda - a todos nos gusta el estilo de montaje fotográfico de los artistas dadaístas, que literalmente cortan las fotografías y crear imágenes nuevas con las piezas -. Obtuvimos este extraño, desarticulado, conjunto donde las extremidades y las cabezas no tienen las mismas proporciones. Así logramos un efecto muy chocante.
"Quisimos combinar eso con otras ideas, como las viejas películas de la década de 1930, que fueron dirigidos por Busby Berkeley; él tendría un concepto geométrico de las formaciones de bailarines y coristas, todos ellos haciendo fantásticas figuras en el agua. Pero hemos querido ir más lejos, él usaba la silueta humana para armar esas formas abstractas, y nosotros queríamos usar extremidades y brazos y repetirlos para hacer con la forma humana de todo, menos humana. Así que tenemos mucho de ello en el vídeo también, un montón de piernas pateando al aire y brazos en movimiento para crear ese mismo tipo de efecto.
"Otro tipo de imágenes que nos gustaba eran de la clase que puedes encontrar en las películas rusas y en los carteles de propaganda, de nuevo de la década del 30, que tenía una especie de enfoque constructivista, todo era muy liso y muy geométrico, que tendían a los colores limitados y al estilo de bloques. Queríamos combinar estos tres estilos, así que tienes un montón de círculos concéntricos, formas geométricas y bloques moviéndose al compás de la música.
"Tuvimos mucha suerte cuando hicimos el vídeo porque teníamos todas estas ideas, pero no sabíamos si era posible hacer un vídeo así, o si costaría cientos de miles de libras o algo, pero, afortunadamente, nos encontramos con un tipo llamado Jonas Odell. Laurence de Domino lo conocía y pensó que estaría interesado en nuestras ideas, así que chateamos e inmediatamente tuvo todos los puntos de referencia y realmente le gustaron. Nos gustaron los otros vídeos que había hecho, nos gustaba mucho su estilo y dijo que le encantaría estar involucrado. Así que nos envió un clip de cómo se imaginaba el vídeo, así que lo miramos y pensamos "Wow, esto es fantástico, el tipo está realmente en nuestra sintonía". Fue muy divertido, le enviamos muchos mensajes de correo electrónico pasándole nuestras ideas y para saber cómo iba. Creo que hizo un trabajo increíble, quedamos realmente impresionados.
"Básicamente es un vídeo de pop y debe entretener, pero no sólo una vez - Hay ciertas cosas en la vida que son simplemente fascinantes de ver, como una pecera o una fogata, en realidad son cosas simples pero hay algo fascinante en ellas. Y creo que los vídeos pop deberían ser así también. Deben ser algo que te provoque volver y verlo de nuevo ".

## Ilustración
El arte de tapa del sencillo fue inspirado en un póster de 1923 por "One-Sixth Part of the World", de Rodchenko.

## El uso en medios de comunicación populares
- La canción fue utilizada en comerciales de televisión para el lanzamiento de la PSP de Sony, una videoconsola portátil. Además, la canción (con algunas letras recortadas) fue presentado en la NHL y Madden NFL 2005 para Xbox, PlayStation 2, PC y GameCube. También es el tema musical para Australiana de Deportes Tonight Show.
- Colleen Gavin (Natalie Distler), de 18 años de edad, hija de Tommy Gavin (Denis Leary) en Rescue Me tiene el sencillo "Take Me Out" colocado en su pared.
- "Weird Al" Yankovic utiliza una parte de la canción por la mezcla polca "Polkarama!", Del álbum Straight Outta Lynwood.
- La canción se utilizó en la temporada 5 del show de danza británica Strictly Come Dancing. El jugador de rugby de Escocia, Kenny Logan y su pareja de baile profesional, Ola Jordania, bailó un pasodoble a él con Kenny vestido con un kilt estilizada. A pesar de bajas calificaciones de los jueces, que recibió los elogios de los aficionados.
- Esta canción es un tema jugable en los videojuegos Guitar Hero (el primero de la serie), Guitar Hero: Smash Hits, SingStar Party, SingStar Pop (versión EE. UU.), Dance Dance Revolution Universe 2 y contenido descargable para la serie Rock Band.
- Esta canción ha sido presentado en el tráiler de la película de 2008 Hancock protagonizada por Will Smith.
- Misty May-Treanor y Maksim Chmerkovskiy realizó un pasodoble de esta canción durante la semana 2 de Dancing with the Stars (Temporada EE. UU. 7)..
- Esta canción fue utilizada en PBS Kids GO! comerciales en PBS Kids en PBS.
- Esta canción fue usada en el tráiler de la película de 2004, Meet the Fockers.
- Esta canción fue usada en el videojuego Just Dance 2 de Ubisoft.
- La canción fue nombrada como N°61 de 20 Años 200 Canciones según Rock & Pop.

## Otras versiones
- La canción fue versionada por los Scissor Sisters en 2004 en el lado B de su sencillo "Mary" y "Filthy/Gorgeous". En Australia, la canción recibió mucha difusión y se ubicó en el # 44 en Triple J's Hottest 100 de 2004 y también el lugar # 100 en su top 100 de todos los tiempos.
- En 2006, una versión acústica de "Take Me Out" fue grabado en Benton Harbor, Míchigan, Estados Unidos. Esta versión de la canción aparecerá como un b-side al exclusivo club de fanes de la liberación de Swallow, Smile.
- Una versión de esta canción fue utilizada en el videojuego Guitar Hero.
- The Magic Numbers también hizo una versión esta canción para una sesión en vivo de Jo Whiley en Radio 1 show de radio de la BBC en febrero de 2006, al igual que Guillemots en septiembre de 2006. Biffy Clyro también registró un interesante tener en esta canción para mostrar Zane Lowe's.
- Finger Eleven también es conocido por interpretar esta canción en vivo, por lo general en un popurrí de Paralyzer, Led Zeppelin  Trampled under foot y otro de Pink Floyd Another Brick in the Wall parte 2. Se declaró en tono de broma por los fanes que "Paralyzer" es el lado más oscuro de "Take Me Out".

## Honores
- En marzo de 2005, la revista Q emplazó "Take Me Out" en el # 41 en su lista de las 100 mejores canciones con guitarra. En septiembre de 2005, la misma revista la nombró la pista 34º mayor jamás realizado por una banda británica. Q hizo otra lista para su canal de televisión, también llamado Q, hicieron una lista de 100 mejores Himnos Indie donde "Take Me Out" aparece en el # 6.
- En mayo de 2007, la revista NME colocó "Take Me Out" en el # 16 en su lista de las 50 Indie Anthems Ever, mientras que MTV2 colocó en el # 7 en su versión de los mayores 50 Himnos de la música indie, que se inspira en la lista de NME.
- La revista Rolling Stone ubicó a la canción en el número 32 en la lista de las 50 mejores canciones de la década del 2000.[5]

## Formatos y canciones
Australia – Sencillo en CD
1. «Take Me Out»
2. «Shopping for Blood»
3. «Truck Stop (Auf Asche)»
4. «Take Me Out» (Naoum Gabo Re-version)

Edición europea – Sencillo en CD
1. «Take Me Out»
2. «The Dark of the Matinée»
3. «Michael»

 Francia – Sencillo en CD
1. «Take Me Out» (Daft Punk remix)
2. «Take Me Out» (versión del álbum)
3. «Take Me Out» (Naoum Gabo remix)

 Reino Unido – Sencillo en 7"
1. «Take Me Out»
2. «Truck Stop»

 Reino Unido – Sencillo en 12"
1. «Take Me Out»
2. «Take Me Out» (Morgan Geist Re-Version)
3. «Take Me Out» (Naoum Gabo Re-Version)
4. «Take Me Out» (instrumental)

 Reino Unido – Sencillo en CD
1. «Take Me Out»
2. «All for You, Sophia»
3. «Words So Leisured»

## Posiciones

### Listas semanales
| Listas (2004)                       | Mejor posición |
| ----------------------------------- | -------------- |
| Australia (ARIA)                    | 25             |
| Canadá (Canadian Singles Chart)     | 7              |
| Dinamarca (Tracklisten)             | 16             |
| Estados Unidos (Billboard Hot 100)  | 66             |
| Estados Unidos (Modern Rock Tracks) | 3              |
| Estados Unidos (Mainstream Top 40)  | 31             |
| Francia (SNEP)                      | 92             |
| Irlanda (IRMA)                      | 8              |
| Japón (Oricon)                      | 2              |
| Nueva Zelanda (Recorded Music NZ)   | 16             |
| Países Bajos (Mega Single Top 100)  | 72             |
| Reino Unido (UK Singles Chart)      | 3              |
| Suecia (Sverigetopplistan)          | 43             |

## Certificaciones
| País           | Organismo certificador | Certificación | Unidades certificadas / Ventas |
| -------------- | ---------------------- | ------------- | ------------------------------ |
| Canadá         | Music Canada           | Oro           | 40 000                         |
| Dinamarca      | IFPI (Dinamarca)       | Oro           | 45 000                         |
| Estados Unidos | RIAA                   | Oro           | 500 000                        |
| Italia         | FIMI                   | Platino       | 50 000                         |
| Nueva Zelanda  | RIANZ                  | 3× Platino    | 90 000                         |
| Reino Unido    | BPI                    | 3× Platino    | 1 800 000                      |